# Knipolegus poecilocercus
A Knipolegus poecilocercus a madarak (Aves) osztályának a verébalakúak (Passeriformes) rendjébe és a királygébicsfélék (Tyrannidae) családjába tartozó faj.

## Rendszerezése
A fajt August von Pelzeln osztrák ornitológus írta le 1868-ban, az Empidochanes nembe Empidochanes poecilocercus néven.

## Előfordulása
Brazília, Kolumbia, Ecuador, Guyana, Peru és Venezuela területén honos. Természetes élőhelyei a szubtrópusi és trópusi mocsári erdők, síkvidéki bokrosok, folyók és patakok környékén.

## Megjelenése
Testhossza 14 centiméter.
|  |  |

## Életmódja
Általában magányosan, vagy párban keresgéli rovarokból álló táplálékát.

## Természetvédelmi helyzete
Az elterjedési területe rendkívül nagy, egyedszáma ugyan csökken, de még nem éri el a kritikus szintet. A Természetvédelmi Világszövetség Vörös listáján nem fenyegetett fajként szerepel.